# Андерсон, Владимир Александрович
Владимир Александрович Андерсон (1849—1884) — русский поэт, писатель

-беллетрист и художник-карикатурист. Писал под псевдонимами: «Мельмот-Скиталец», «Сергей Угрюмов», «Альфа», «Вл. Носредна» и другими.

## Биография
Владимир Александрович Андерсон родился в 1849 году. Первоначальное образование получил в Витебской гимназии. В 1866 году был вольнослушателем физико-математического факультета Санкт-Петербургского университета.
Помещал повести, очерки, сценки и стихотворения в «Сиянии», «Дешёвой Библиотеке» С. С. Окрейца, «Ниве», «Будильнике», «Стрекозе», «Осколках», «Светоче» Ярмонкина и в различных провинциальных и столичных периодических печатных изданиях Российской империи.  Обладая талантом художника, Андерсон рисовал карикатуры для юмористических журналов.
Является составителем «Биографического словаря русских беллетристов».
Владимир Александрович Андерсон умер от чахотки 20 сентября 1884 года в городе Санкт-Петербурге.